# لغة بانارا
لغة بانارا أو كرين اكاروري، هي لغة برازيلية يستخدمها مجموعة من الشعب البرازيلي.